# 751 Faïna
Faïna è un asteroide della fascia principale del diametro medio di circa 110,5 km. Scoperto nel 1913, presenta un'orbita caratterizzata da un semiasse maggiore pari a 2,5515067 UA e da un'eccentricità di 0,1525960, inclinata di 15,61603° rispetto all'eclittica.
Stanti i suoi parametri orbitali, è considerato il prototipo della famiglia Faïna di asteroidi.
Il suo nome è in onore di Faina Michajlovna Neujmina, prima moglie dello scopritore.